# 金錢遊戲 (2003年電影)
《金錢遊戲》（英語：Owning Mahowny）是一部在2003年時上映的加拿大電影，由英國導演理查·科威尼奧斯基（Richard Kwietniowski）執導，菲利浦·西摩·霍夫曼（Philip Seymour Hoffman）、蜜妮·卓芙（Minnie Driver）、約翰·赫特（John Hurt）等人主演。電影劇情是以蓋瑞·史蒂芬·羅斯（Gary Stephen Ross）所撰著的暢銷非小說作品《芒刺》（Stung: The Incredible Obsession of Brian Molony）為藍本所拍攝，而羅斯的書又是以一起真實發生過的弊案、加拿大帝國商業銀行（CIBC）多倫多分行的行員布萊恩·馬隆尼（Brian Molony）侵佔1020萬美元以用於支付其個人賭債的事件為基礎所撰寫出的編年體作品。

## 外部連結
- 互联网电影数据库（IMDb）上《金錢遊戲》的资料（英文）